# Moss
Mossⓘ ist eine Kommune im norwegischen Fylke Østfold. Die Kommune hat 52.646 Einwohner (Stand: 1. Januar 2025) und liegt im Osten des Oslofjords. Verwaltungssitz ist die gleichnamige Stadt Moss.

## Geografie

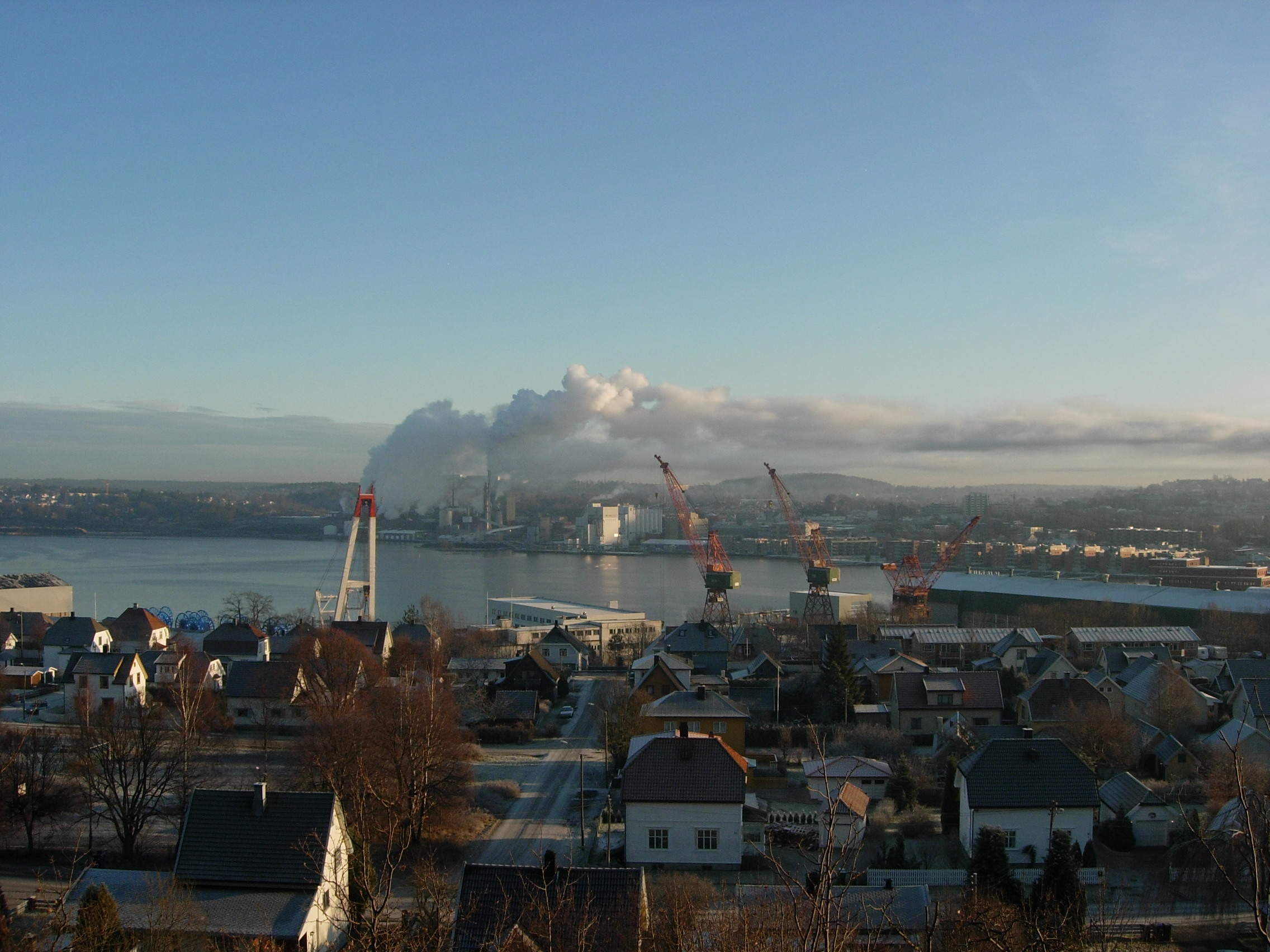
Blick auf das Festland von der Jeløya aus

Die Kommune Moss liegt an der östlichen Uferseite des Oslofjords (Oslofjorden), rund 60 Kilometer südlich von Oslo. Moss grenzt im Norden an Vestby, im Osten an Våler und im Süden an Råde. Des Weiteren bestehen im Westen im Oslofjord Grenzen zu Asker, Horten und Tønsberg. Die beiden Kommunen Horten und Tønsberg gehören im Gegensatz zu Moss zum Fylke Vestfold, Asker zum Fylke Akershus. Zur Kommune Moss gehören mehrere Inseln, wovon die größte die Jeløya ist. Sie wird von der Meerenge Mossesundet vom Festland getrennt. Im Westen der Kommune liegt ein Teil des Sees Vansjø, in dem sich mehrere Inseln befinden. Der zu Moss gehörige Seeabschnitt trägt auch den Namen Vestfjorden. Aus dem Vansjø fließt die Mosseelva ab, die wenige Kilometer weiter westlich in das Meer mündet. Im Flusslauf befindet sich der Wasserfall Mossefossen. Die Gesamtfläche der Kommune beträgt 137,77 km², wobei Binnengewässer zusammen 10,01 km² ausmachen.
Die Landschaft im Osten ist durch kleinere, bewaldete Hügel geprägt. Die höchsten Erhebungen befinden sich auf der Insel Jeløya im Oslofjord. Die Erhebung Rambergåsen stellt mit einer Höhe von 140,21 moh. den höchsten Punkt der Kommune Moss dar.

## Einwohner
In der Gemeinde liegen mehrere sogenannte Tettsteder, also mehrere Ansiedlungen, die für statistische Zwecke als eine städtische Siedlung gewertet werden. Die meisten Einwohner der Kommune leben in der Stadt Moss, die sich über das Festland und den Süden der Jeløya erstreckt. Im Norden zieht sich das Stadtgebiet bis in die Nachbarkommune Vestby. Von den insgesamt 50.214 Einwohner der Stadt Moss werden 43.528 zur Kommune Moss gerechnet. Vollständig in der Kommune liegen die Tettsteder Såstadbråten mit 444, Larkollen mit 1544, Kirkegrenda mit 328, Fuglevik mit 502 und Møvik mit 260 Einwohnern (Stand: 1. Januar 2024). Vom Tettsted Halmstad mit leben 3485 der insgesamt 3604 Einwohner in der Kommune Moss. Die Einwohnerzahl von Moss stieg nach dem Ende des Zweiten Weltkriegs stetig an. Im Jahr 1951 hatte Moss 23.111 Einwohner. Die Einwohnerzahl verdoppelte sich bis 2014.
Die Einwohner der Gemeinde werden Mossing genannt. Moss hat weder Nynorsk noch Bokmål als offizielle Sprachform, sondern ist in dieser Frage neutral.
| Jahr          | 1986   | 1990   | 1995   | 2000   | 2005   | 2010   | 2015   | 2020   | 2025   |
| ------------- | ------ | ------ | ------ | ------ | ------ | ------ | ------ | ------ | ------ |
| Einwohnerzahl | 36.154 | 36.648 | 37.542 | 39.921 | 41.752 | 44.323 | 47.044 | 49.273 | 52.646 |

## Geschichte

### Stadtgeschichte

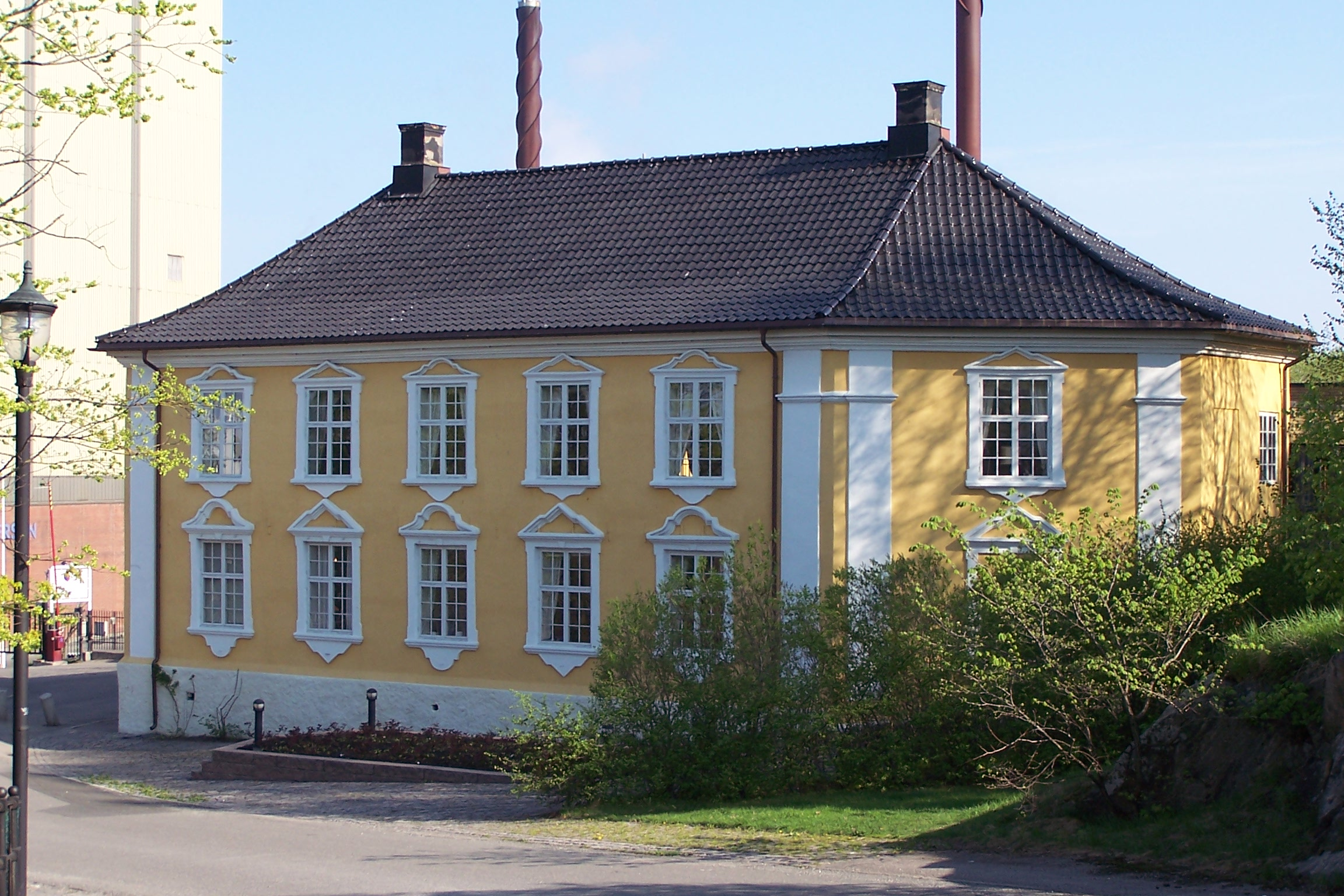
Konventionsgården

In der Kommune wurden viele archäologische Funde, darunter zahlreiche Hügelgräber, gemacht. Auf dem Gut Værne kloster befinden sich Reste eines Johanniter-Klosters, das vermutlich aus dem 12. Jahrhundert stammt. Die Stadt Moss wuchs an der Mündung der Mosseelva in den Oslofjord heran. Dort befanden sich im Mittelalter Mühlen und Salinen. Im 16. Jahrhundert gewann die Holzindustrie an Bedeutung. Im Jahr 1704 nahm das Eisenwerk Moss Jernverk in Besitz der Familie Anker den Betrieb auf. Im Jahr 1720 wurde Moss eine Kjøpstad und erhielt damit Handelsprivilegien. Der Konventionsgården wurde im Jahr 1778 fertiggestellt. Der Hof wurde das Hauptgebäude des Eisenwerks.
Am 14. August 1814 wurde im Konventionsgården die Konvention von Moss (Mossekonvensjonen) unterzeichnet. Zuvor war Dänemark infolge der napoleonischen Kriege im Kieler Frieden vom 14. Januar 1814 gezwungen worden, Norwegen, das seit 1380 in Personalunion mit Dänemark verbunden war, an Schweden abzutreten. Dagegen erhob sich in Norwegen nationaler Widerstand. Prinz Christian Friedrich ergriff deshalb die Initiative zur Einberufung einer Reichsversammlung in Eidsvoll, in der eine eigene norwegische Verfassung erarbeitet und am 17. Mai 1814 verabschiedet wurde. Christian Friedrich wurde zum König von Norwegen gewählt. Aber Kronprinz Karl Johann Bernadotte von Schweden nahm das nicht hin und griff Norwegen an. König Christian Friedrich hielt sich damals im Konventionsgården auf, in dem danach die Friedensverhandlungen stattfanden. Christian Friedrich erreichte, dass Norwegen seine Verfassung und sein Parlament (Stortinget) behalten konnte und verzichtete im Gegenzug auf den norwegischen Thron. Die Konvention von Moss schuf schließlich die Grundlage für die Entwicklung Norwegens als selbständige Nation und die Auflösung der Union mit Schweden im Jahre 1905.
Im Jahr 1876 wurde der Betrieb am Eisenwerk eingestellt. Gegen Ende des 19. Jahrhunderts entstanden neue Industriebetriebe in Moss. Unter anderem siedelten sich eine Kleidungsfabrik (Helly Hansen), eine Holzveredlungsfabrik (M. Peterson & Søn) und eine Glasfabrik (Moss Glasværk) in Moss an.

### Eingemeindungen
Die Kommune Moss entstand im Jahr 1837, als sie bei der Einführung der lokalen Selbstverwaltung als Stadtkommune gegründet wurde. Zugleich entstand die Landkommune Moss (Moss landsogn), die später den Moss landdistrikts herred trug und ab 1916 Jeløy hieß. Im Jahr 1840 wurde ein von 340 Personen bewohntes Gebiet von der Land- an die Stadtkommune überführt. 36 Jahre später folgte am 1. Januar 1876 ein Areal mit 631 Einwohnern und zum 1. Juli 1925 ein Gebiet mit 30 Einwohnern. Von der Kommune Rygge ging 1936 ein Gemeindeteil mit insgesamt 2154 Einwohner an Moss über. Zum 1. Juli 1943 wurden die beiden Kommunen Moss und Jeløy zusammengelegt. Vor der Fusionierung hatte Moss 8293 Einwohner. Die Kommune Jeløy brachte 4243 zusätzliche Einwohner nach Moss ein. Am 1. Januar 2020 ging die Kommune Rygge vollständig nach Moss über.

## Wirtschaft und Infrastruktur

### Verkehr

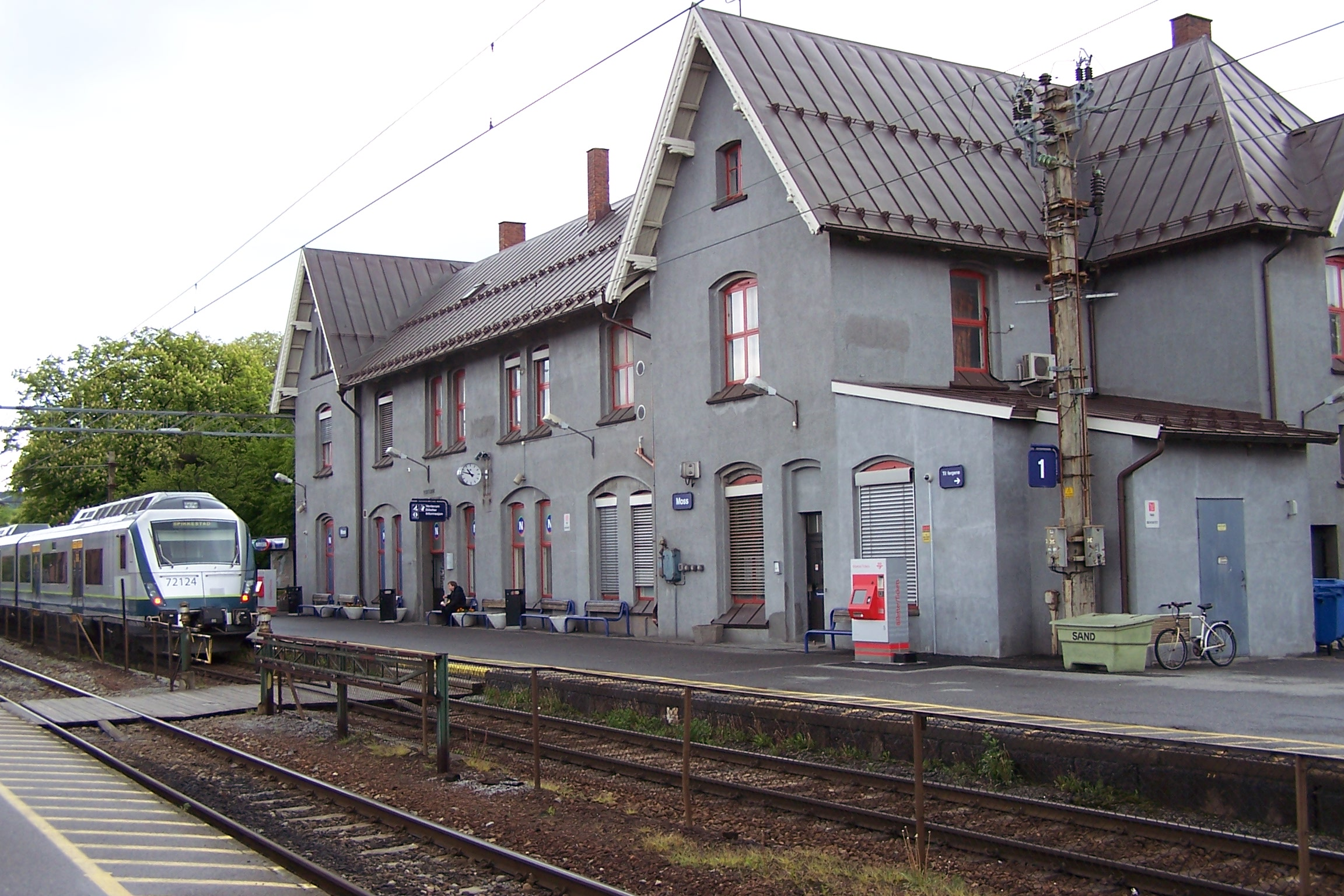
Bahnhof Moss

Moss stellt einen Verkehrsknotenpunkt für die Region dar. Die in diesem Abschnitt zur Autobahn ausgebaute Europastraße 6 (E6) stellt Richtung Norden die Anbindung an Oslo her. Richtung Südosten führt die Straße nach Fredrikstad/Sarpsborg. Auch die Bahnlinie Østfoldbanen verbindet Moss mit den beiden Stadtregionen. Der Bahnhof von Moss liegt rund 60 Schienenkilometer vom Osloer Hauptbahnhof Oslo S entfernt. Der Bahnhof wurde im Jahr 1879 eröffnet. Im selben Jahr eröffnete der Bahnhof in Rygge. Im Jahr 1996 eröffnete im Norden der Stadt Moss der Haltepunkt Kambo.
Über den Oslofjord führt eine Fähre nach Westen in die Stadt Horten. Die Fährlinie gilt als die am meisten genutzte Fährverbindung Norwegens. Südöstlich der Stadt Moss liegt in der früheren Kommune Rygge der Flughafen Moss, Rygge. Im Jahr 2016 wurde dort der zivile Passagierverkehr eingestellt.

### Wirtschaft

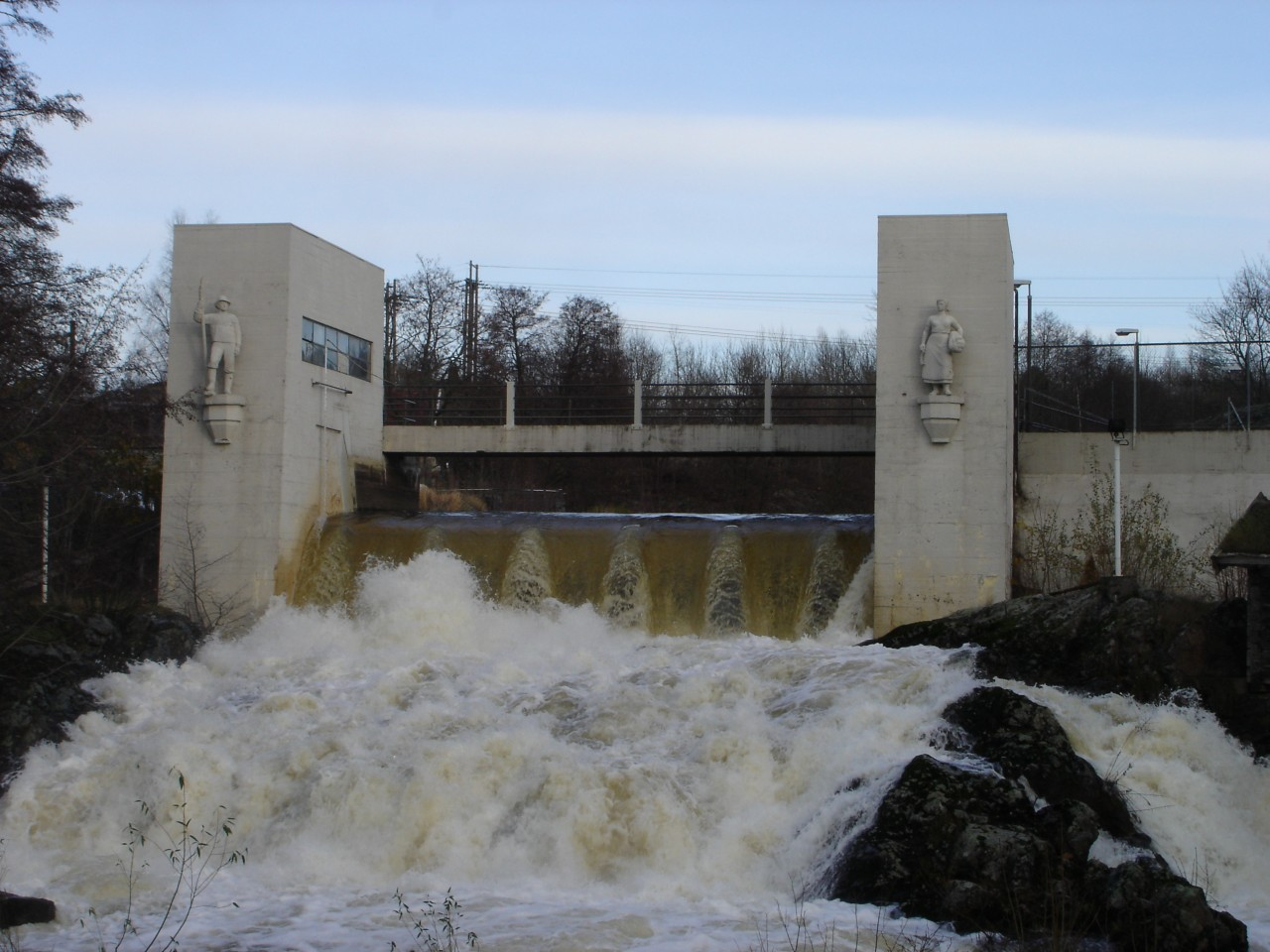
Wasserkraftwerk von Moss

Die Stadt Moss erlangte Bedeutung als Industriestadt. Heute hat Moss auch eine Rolle als regionales Handelszentrum inne und auch der Fährenhafen ist von größerer wirtschaftlicher Bedeutung. Der größte Industriezweig ist die Lebensmittelindustrie. Eine wichtige Rolle für die Industrie spielen des Weiteren die Herstellung von Gummi, Plastik und Mineralprodukten, die Elektronikindustrie und der Maschinenbau. Lange Zeit war auch die Holzverarbeitung ein wichtiger Arbeitgeber, diese ging jedoch durch den Konkurs des Unternehmens  M. Peterson & Søn im Jahr 2012 stark zurück. In der Stadt Moss wird die Zeitung Moss Avis herausgegeben. Bis 2009 gab es mit dem Moss Dagblad eine weitere Zeitung aus der Stadt. Das heutige Wasserkraftwerk Mossefossen wurde im Jahr 1986 in Betrieb genommen. Es nutzt eine Fallhöhe von rund 22 Metern zwischen dem Vansjø und dem Oslofjord aus und produzierte zwischen 1991 und 2020 im Schnitt 12 GWh im Jahr.
Für die im Jahr 2020 nach Moss eingegliederte Kommune Rygge war die Landwirtschaft eine wichtige Einnahmequelle. Auf dem Gebiet der früheren Kommune werden unter anderem Gemüse, Getreide und Kartoffel angebaut. Auch auf der Jeløya spielt der Gemüseanbau eine gewisse Rolle.
Im Jahr 2021 arbeiteten von rund 23.900 Arbeitstätigen nur etwa 12.900 in Moss selbst. Über 3500 Personen pendelten in die Kommune Oslo. Jeweils über 1000 Einwohner der Kommune Moss pendelten in die Kommunen Vestby und Sarpsborg.

## Kirchen
Die Moss kirke ist eine Kirche aus dem Jahr 1861. Die Kirche wurde vom Architektenduo Wilhelm von Hanno und Heinrich Ernst Schirmer entworfen. In der früheren Kommune Rygge befindet sich die Rygge kirke. Die romanische Steinkirche wurde um das Jahr 1170 erbaut. Weitere Kirchen in der Kommune Moss sind die Jeløy Kirke aus dem Jahr 1975 und die Ekholt kirke aus dem Jahr 1980.

## Kultur

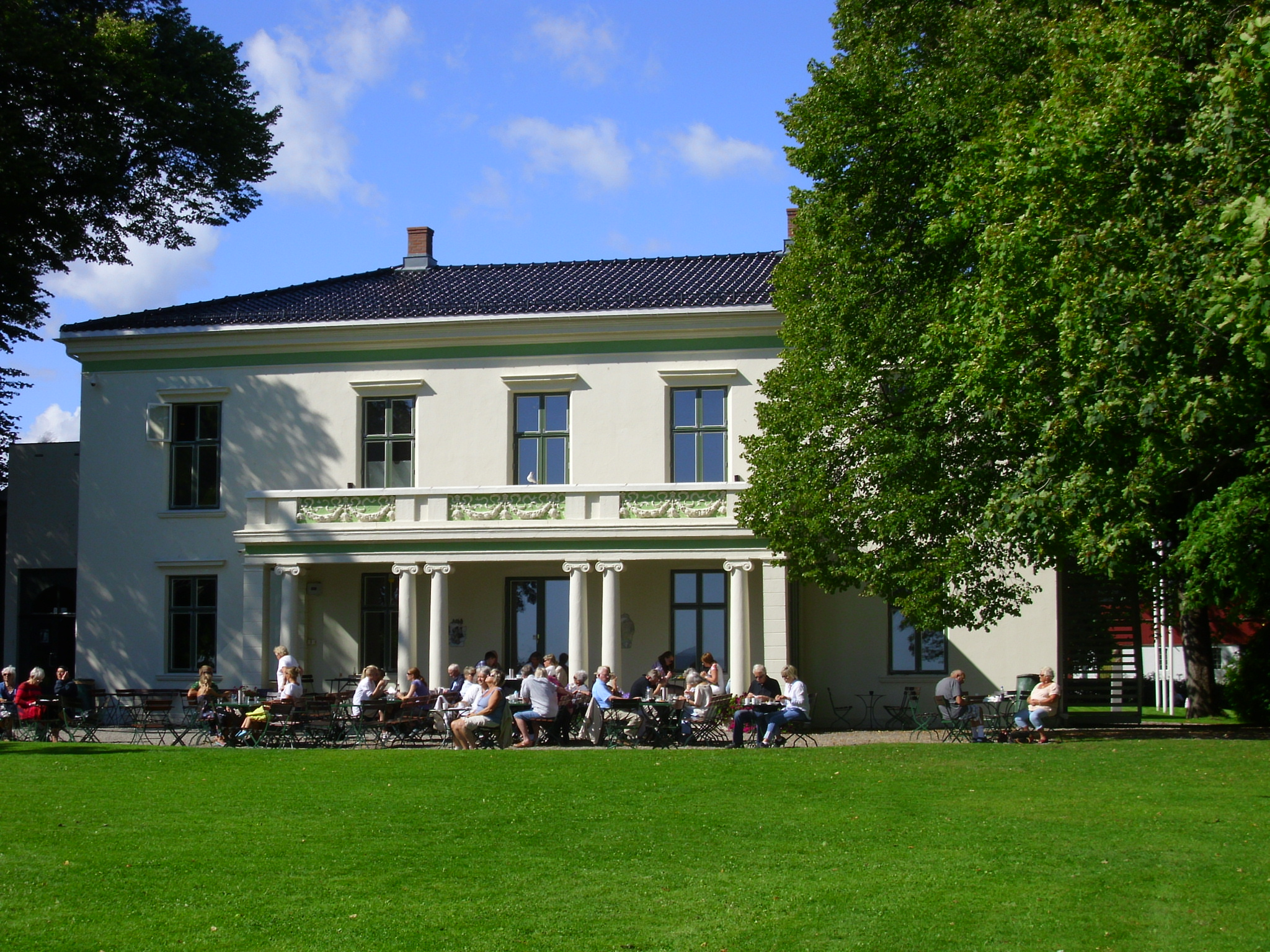
Galleri F15

- Das Industrie- und Stadtmuseum (Moss by- og industrimuseum) am Wasserfall Mossefossen zeigt die Industrie-, Architektur und Stadtgeschichte mit vielen Einzelheiten zur Mühlen-, Glas- und Papierindustrie.[25]
- Das Parktheater (Parkteatret), das 1939 erbaut wurde, ist mit seinen 3 Bühnen die größte Kultureinrichtung der Stadt.
- Die Galleri F 15 auf der Insel Jeløy ist eine Kunstgalerie mit Ausstellungen mit Gegenwartskunst.[26]
- Die „Norwegische Lady“ (Norwegian Lady), ein Denkmal an der Hafeneinfahrt von Moss, das an den Untergang eines Schiffes aus Moss vor Virginia Beach, USA erinnert. In Virginia Beach befindet sich ein identisches Schwesterdenkmal.[27]
- Torderød Gård auf Jeløy verfügt zusammen mit dem 1760 erbauten Herrenhaus über den einzigen Barockgarten der Region.
- Refsnes Gods (Gut Refnes) auf Jeløy besteht aus einem im 18. Jahrhundert im Rokoko-Stil erbauten Hauptgebäude und einem Park im streng geometrischen Stil der Zeit. Heute befindet sich darin ein Hotel der Spitzenklasse mit Gemälden zeitgenössischer norwegischer Künstler sowie Werken von Edvard Munch und Andy Warhol.
- Røed Gård auf Jeløy ist ein Gebäudeensemble mit einem Herrenhaus, vielfältigen Werkstätten und Galerien für Kunsthandwerk und Bildende Kunst. In dem 300-jährigen Park finden Konzerte und andere kulturelle Veranstaltungen statt.

## Sport
Der Fußballverein Moss FK (Moss Fotballklubb) ist in Moss ansässig. Seine Heimspielstätte ist das Melløs-Stadion. Das Stadion wurde im Jahr 1939 erbaut.

## Name und Wappen

Früheres Wappen von Moss

Im Zuge der Eingliederung von Rygge in Moss zum 1. Januar 2020, wurde das Wappen von Rygge das neue Wappen der Kommune Moss. Das alte Wappen, das ab 1954 das offizielle Wappen von Moss war, zeigte eine goldene Krähe auf rotem Hintergrund. Das von Rygge übernommene Wappen zeigt einen goldenen Sporn auf rotem Hintergrund. Das Wappen soll Goldfunde aus der Wikingerzeit darstellen.
Um das Jahr 1400 tauchte Moss in einer schriftlichen Quelle im Zusammenhang als vid Mos auf. Der Name leitet sich vom altnordischen Name *Mors ab, der ursprünglich der Name für die beiden Flüsse Mosseelva und Hobølelva war. Der Ursprung des Wortes liegt wiederum in *mer (deutsch teilen, spalten).

## Persönlichkeiten
- Per Askim (1881–1963), Marineoffizier und Marineschriftsteller
- Alf Jacobsen (1885–1948), Segler
- Sverre Bruun (1886–1987), Lektor und Lehrbuchautor
- Harald Stenerud (1897–1976), Diskus- und Hammerwerfer
- Per Schwenzen (1899–1984), Kabarettist und Drehbuchautor
- Eilert Bøhm (1900–1982), Turner
- Claus Juell (1902–1979), Segler
- Birger Dahl (1916–1998), Innenarchitekt und Industriedesigner, Professor an der Kunsthochschule Oslo
- Jon Michelet (1944–2018), Schriftsteller und Journalist
- Else Bugge Fougner (* 1944), Politikerin und Juristin
- Jan Einar Aas (* 1955), Fußballspieler
- Rune Tangen (* 1964), Fußballspieler und -trainer
- Agnete Carlsen (* 1971), Fußballspielerin
- Tage Pettersen (* 1972), Politiker
- Christine Colombo Nilsen (* 1982), Fußballspielerin
- Tina Bru (* 1986), Politikerin
- Tobias Heintz (* 1998), Fußballspieler